# 托皮利涅
50°57′4″N 25°17′3″E / 50.95111°N 25.28417°E
托皮利涅（羅馬化：Topil'ne）是烏克蘭的村落，位於該國西部沃倫州，由盧茨克區負責管轄，始建於1545年，面積2.58平方公里，海拔高度182米，2001年人口1,300，人口密度每平方公里503.88人。